# برية الغرب المتوحش
برية الغرب المتوحش (بالإنجليزية: Wild Wild West) هو فيلم الإثارة والكوميدية لبطولة ويل سميث وكيفن كلاين وكينيث برانا وسلمى حايك تم إنتاج الفيلم بميزانية تقدر بـ 170 مليون دولار أمريكي، كما حقق إيرادات بلغت تقريبا 222 مليون دولار، وتم ترشيح الفيلم للعديد من الجوائز وفاز بأكثر من جائزة منها جوائز بوجي في ألمانيا وجائزة أفضل ممثلة مساعدة للنجمة سلمى حايك من مهرجان بلوكباستر، ويحمل الفيلم تصنيف PG-13؛ أي أنه يحتوي بعض الكلمات الخارجة والمشاهد المثيرة ومشاهد لتعاطي المخدرات.

## القصة
تدور أحداث الفيلم حول خبير الأسلحة وبطل الحرب الأهلية السابق جيم ويست الذي يلتقي مع المارشال الأمريكي الذي يبرع في التنكر والابتكار غوردون أرتيماس. ثم يقوم الرئيس يوليسيس غرانت بتكوين فريق يضم الاثنين ليقوما بالقبض على المجرم المريض نفسيا أرليس لوفليس الذي يقوم بتهديد الولايات المتحدة ليقوما بتقديمه للعدالة. وخلال رحلة خطيرة على متن قطار يحملهما من العاصمة واشنطن إلى ولاية يوتا لا يجد الاثنان مفرا من توحيد جهودهما لمحاربة الآلات الشيطانية الذي اخترعها المجرم لافليس. أثناء ذلك يتصارع ويست مع أرتيماس على حب الفتاة التي تلتقي بهما عن طريق الصدفة وتساعدهما في الوصول إلى لافليس للقضاء عليه.

## الميزانية والإيرادات
بلغت تكلفة إنتاج الفيلم حوالي 170 مليون دولار بينما حقق أرباحا تقدر بـ 222104681 دولار.

## وصلات خارجية
- برية الغرب المتوحش على موقع IMDb (الإنجليزية)
- برية الغرب المتوحش على موقع ميتاكريتيك (الإنجليزية)
- برية الغرب المتوحش على موقع روتن توميتوز (الإنجليزية)
- برية الغرب المتوحش على موقع نتفليكس (الإنجليزية)
- برية الغرب المتوحش على موقع قاعدة بيانات الأفلام العربية
- برية الغرب المتوحش على موقع ألو سيني (الفرنسية)
- برية الغرب المتوحش على موقع Turner Classic Movies (الإنجليزية)
- برية الغرب المتوحش على موقع أول موفي (الإنجليزية)
- برية الغرب المتوحش على موقع بوكس أوفيس موجو (الإنجليزية)
- برية الغرب المتوحش على موقع فيلمافينيتي (الإسبانية)
- Wild Wild West on Metacritic.com
- Budgets (Record-setting)- The Numbers.com
- Wild Wild West on The Numbers.com
- Adudathuda DVD podBLAST alternative DVD commentary for Wild Wild West